# GAF-score
De GAF-score is een maat waarmee het psychisch, sociaal en beroepsmatig functioneren van een persoon wordt aangeduid in de vorm van een score tussen 0 en 100. De term is een afkorting van Global Assessment of Functioning. De GAF-score is een onderdeel van het DSM-IV-systeem, dat gebruikt wordt voor diagnosticeren van psychiatrische aandoeningen.
Mensen zonder significante psychische, beroepsmatige of sociale problemen hebben een score van ongeveer 90 tot 100; met (meer van) deze problemen zal de score lager zijn.
De vierde editie van het psychiatrisch handboek Diagnostic and Statistical Manual of Mental Disorders (kortweg DSM-IV) vermeldt de volgende omschrijvingen:
- 91-100: Uitstekend functioneren bij een groot aantal activiteiten, de problemen in het leven lopen nooit uit de hand, persoon wordt op prijs gesteld door anderen door veel goede kwaliteiten. Geen symptomen.
- 81-90: Geen of minimale symptomen, goed functioneren op alle gebieden, geïnteresseerd en betrokken bij een groot aantal activiteiten, sociaal effectief, doorgaans tevreden met het leven, alleen alledaagse problemen en zorgen.
- 71-80: Als er symptomen optreden, zijn deze van voorbijgaande aard, te verwachten reacties op psychosociale stress, slechts beperkte hinder in sociale omgang, op het werk of op school.
- 61-70 Enige lichte symptomen OF enige problemen in sociaal functioneren, op het werk of op school, maar functioneert over het algemeen behoorlijk goed, heeft goede inter-persoonlijke contacten.
- 51-60 Matige symptomen OF matige problemen in sociaal functioneren, op het werk of op school.
- 41-50 Ernstige symptomen OF ernstige beperkingen in sociaal functioneren, op het werk of op school.
- 31-40 Enige vermindering in realiteitsbesef of communicatie OF sterke vermindering op verschillende terreinen, zoals werk of school, gezins- of familierelaties, beoordelingsvermogen, denkvermogen of stemming.
- 21-30 Gedrag wordt beïnvloed door wanen of hallucinaties OF ernstige beperkingen van communicatie of beoordeling OF onvermogen op alle terreinen te functioneren.
- 11-20 Enig gevaar om zichzelf of anderen te verwonden OF af en toe verwaarlozing van de persoonlijke hygiëne OF zeer ernstige vermindering van communicatie.
- 1-10 Blijvend gevaar zichzelf of anderen te verwonden OF blijvend onvermogen de persoonlijke hygiëne te onderhouden OF ernstig suïcidaal gedrag met duidelijke doodsverwachting.

Bij onvoldoende informatie voor GAF-beoordeling, scoort men nul.
De GAF-score wordt bijvoorbeeld gebruikt om (mede) de graad van functiebeperking ("invaliditeit") te bepalen wanneer mensen een beroep doen op het Vlaams Fonds of in Nederland de WLZ.